# Katcha-kadugli-miri
 (janvier 2024).
Le katcha-kadugli-miri est une continuum linguistique ou une langue kadouglienne parlée dans le Kordofan du Sud.